# الدوري الهولندي الممتاز 1939–40
الدوري الهولندي الممتاز 1939–40 (بالهولندية: Nederlands landskampioenschap voetbal 1939/40)‏ هو الموسم 52 من الدوري الهولندي الممتاز. أشرف على تنظيمه الاتحاد الملكي الهولندي لكرة القدم، وكان عدد الأندية المشاركة فيه 52، وفاز فيه فاينورد.